# Chiesa di San Lorenzo Martire (Giaveno)
La chiesa di San Lorenzo Martire è la parrocchiale di Giaveno, in città metropolitana e arcidiocesi di Torino; fa parte del distretto pastorale Torino Ovest.

## Storia
La prima citazione della consortia Sancti Laurentii de Iavenz, dipendente dall'abbazia di San Michele della Chiusa, risale al XII secolo; la pieve giavenese fu menzionata successivamente in atti risalenti al 1272, 1279 e 1295, mentre nel 1305 si ha notizia di un certo Iohannis plebanus Sancti Laurentii.  Nel 1611 le reliquie di sant'Antero Papa e Martire, donate al parroco don Vincenzo Claretta dal novarese Giovanni Battista Cavagno, furono trasferite a Giaveno. La chiesa fu ricostruita con le rendite abbaziali ed eretta a collegiata nel 1622 grazie al cardinale Maurizio di Savoia, per poi venir consacrata dal vescovo di Asti Isidoro Pentorio.
L'edificio subì dei danni durante l'invasione francese del 1693; venne pertanto restaurato tra il 1707 e il 1725, mentre nel 1731 si provvide a realizzare la cupola e nel 1735 a costruire la torre campanaria. 
Tra il 1890 e i primi anni del Novecento la parrocchiale venne interessata da un intervento di rifacimento e di ristrutturazione su disegno degli architetti Giovanni Battista Ferrante e Andrea Gonella.
Nel 1971, in ossequio alle norme postconciliari, si provvide a modificare il presbiterio rimuovendo le balaustre che lo delimitavano e collocando il nuovo altare rivolto verso l'assemblea.

## Descrizione

### Esterno
La facciata a salienti della chiesa, rivolta a occidente e suddivisa da una cornice marcapiano in due registri, entrambi scanditi da paraste, presenta in quello inferiore i tre portali d'ingresso architravati e in quello superiore, coronato dal timpano triangolare, il rosone.

### Interno
L'interno dell'edificio, sviluppato su un impianto a croce latina, si compone di tre navate, suddivise tra loro da una serie di arcate a tutto sesto rette da pilastri decorati con lesene corinzie a finto marmo; l'ampia navata centrale è scandita in cinque campate coperte da volte a botte lunettate, ornate con affreschi raffiguranti angeli e putti, eseguiti agli inizi del XX secolo da Giovanni Massoglia, mentre le cinque campate delle navatelle, su cui si affacciano le cappelle laterali, sono coronate da volte a crociera, interamente dipinte. La crociera è chiusa superiormente da una cupola con lanterna, ornata con affreschi rappresentanti otto angeli, mentre i dipinti dei quattro pennacchi raffigurano gli evangelisti; i due bracci del transetto sono coperti da volte a botte lunettate, interamente affrescate; altri dipinti si trovano sulla controfacciata e sulle pareti delle cappelle e dei bracci del transetto, ornati in sommità anche con una trabeazione in stucco, che prosegue lungo il perimetro dell'aula.
Il presbiterio, lievemente rialzato, è introdotto dall'arco trionfale a tutto sesto; l'ambiente, coperto da una volta a botte lunettata dipinta, accoglie nel mezzo l'altare maggiore ligneo a mensa del 1971, mentre più indietro è collocato l'antico altare maggiore in marmi policromi, sormontato dalla grande pala avente come soggetto la Madonna col Bambino con san Lorenzo e san Michele Arcangelo, eseguita da Joseph Ouvertus; sulle pareti sono presenti degli affreschi di Enrico Reffo raffiguranti la Vita di san Lorenzo, che proseguono anche sopra al coro ligneo dell'abside.
Le cinque cappelle del lato destro, rispettivamente intitolate a santa Lucia, a san Giovanni Battista e san Francesco di Sales, a san Giuseppe, all'Immacolata e a Maria Bambina, sant'Anna e san Gioacchino, accolgono numerose opere di pregio, tra cui tele e affreschi eseguiti da De Biase, Luigi Guglielmino, Joseph Ouvertus, Enrico Reffo e Federico Siffredi. Il ramo destro del transetto ospita l'altare in marmi policromi dedicato al santissimo Salvatore, sormontato dalla pala di Tommaso Lorenzone raffigurante lo Scambio di cuori tra Gesù e la beata Caterina da Racconigi, circondati da angeli, san Francesco d'Assisi, sant'Antonio abate, san Domenico e santo Stefano, mentre la cappella di testata della navatella, intitolata alla Madonna del Rosario, conserva una tela del summenzionato Siffredi.
Le cinque cappelle del lato sinistro, rispettivamente dedicate al battistero, a sant'Isidoro, a sant'Elisabetta d'Ungheria, ai Re Magi e a san Francesco di Paola, accolgono altre opere di rilievo, tra cui statue e dipinti realizzati da Federico Siffredi, Enrico Reffo e Alessandro Trono. Il ramo sinistro del transetto ospita l'altare in marmi policromi dedicato alla Consolata, sormontato dalla pala di Tommaso Lorenzone raffigurante la Vergine Consolata con sant'Ignazio di Loyola, san Francesco Saverio, san Giorgio Martire, san Vincenzo de Paoli e san Luigi Gonzaga, mentre la cappella di testata della navatella, intitolata a sant'Antero papa, conserva una tela del Reffo, nonché le reliquie del santo e una sua statua eseguita da Stefano Maria Clemente.